# Montrose (Wirginia Zachodnia)
Montrose – miasto w Stanach Zjednoczonych, w stanie Wirginia Zachodnia, w hrabstwie Randolph.